# Kriva bara (distrikt i Bulgarien, Vratsa)
Kriva bara (bulgariska: Крива бара) är ett distrikt i Bulgarien.   Det ligger i kommunen obsjtina Kozloduj och regionen Vratsa, i den nordvästra delen av landet, 110 km norr om huvudstaden Sofia.
Trakten runt Kriva bara består till största delen av jordbruksmark. Runt Kriva bara är det ganska glesbefolkat, med 38 invånare per kvadratkilometer.